# Versace

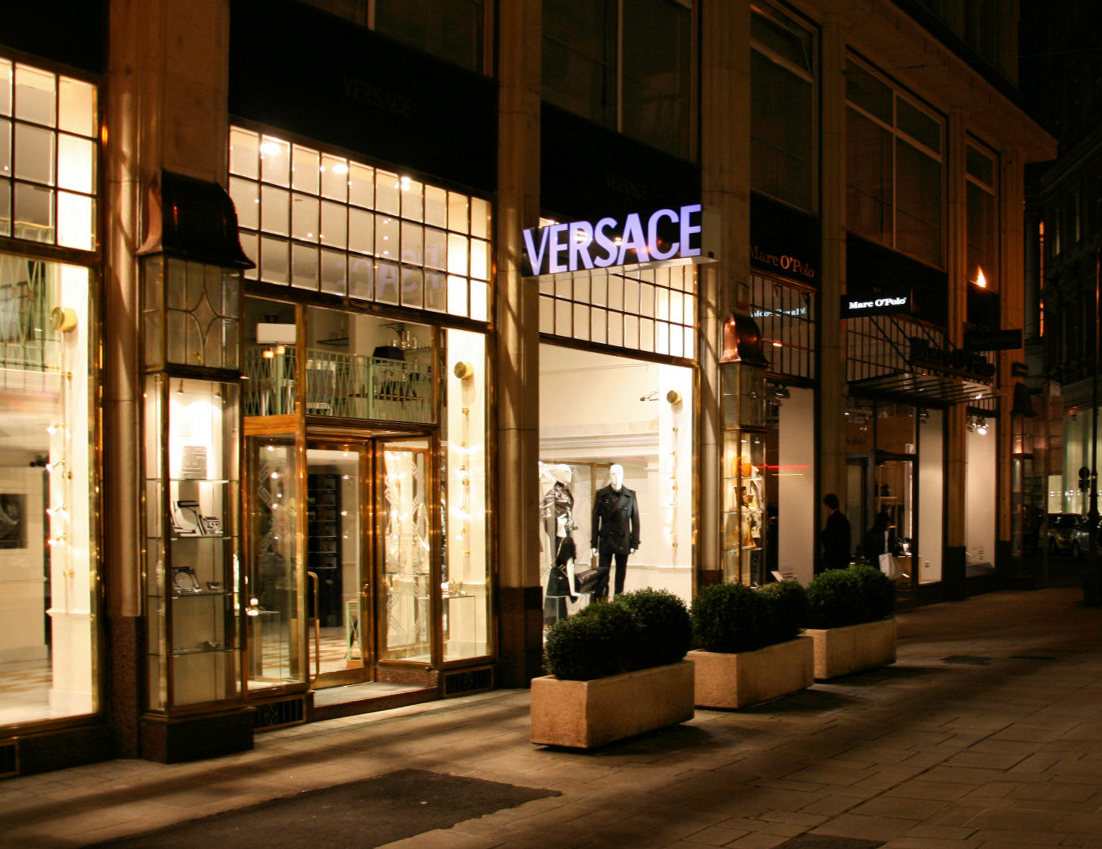
Sklep Versace w Wiedniu, w Austrii

Gianni Versace S.p.A. (ˈdʒɑnːi verˈsatʃe), znany jako Versace – włoski dom mody, założony przez Gianniego Versace w 1978 roku we Włoszech.

## Historia
Historia firmy sięga roku 1972, kiedy to Gianni Versace przyleciał z Reggio Calabria do Mediolanu. Jego zadaniem było stworzenie kolekcji dla Ezio Nicosia, właściciela firmy włókienniczej Florentine Flowers. W tym okresie produkty "made in Italy" zaczynały podbijać rynki światowe, więc dla młodego projektanta wizja wyjazdu do Mediolanu, stolicy mody oraz pracy dla sławnego przedsiębiorcy, była bardzo atrakcyjna. W praktyce był to punkt zwrotny w karierze Gianniego Versace - klienci potrzebowali nowego typu konfekcji, ubrań mniej anonimowych, bardziej wyrażających styl osoby, która je nosi.
Dom mody Versace Gianni założył w 1978 roku w Mediolanie, gdzie otworzył swój pierwszy butik przy Via della Spiga. Marka skupiała się na kolekcji damskiej, jednak 4 lata później poszerzyła swoje portfolio o akcesoria oraz dodatki do domu. Pierwszy butik Versace poza Włochami został otwarty w Glasgow w 1991 roku.
15 lipca 1997 roku Gianni Versace zostaje zamordowany. Wówczas dyrektorem kreatywnym została jego siostra - Donatella Versace.

## StylVersace
Charakterystycznym stylem dla marki Versace od początku działania jest ekstrawagancja; zarówno projekty Gianniego, jak i Donateli były bardzo kobiece, podkreślające figurę i utrzymane w seksownej stylistyce. Barokowe zdobienia, zwierzęce printy i jaskrawe, żywe kolory są często stosowane w projektach Versace. Znakiem firmowym jest Meduza, którą można znaleźć w logo marki. Ma ona symbolizować siłę, piękno oraz dawać pewność siebie osobom, które noszą ubrania marki. Twarz meduzy często pojawia się w projektach zarówno ubrań, jak i dodatków np. paskach.

Kolekcje ubrań domu mody Versace
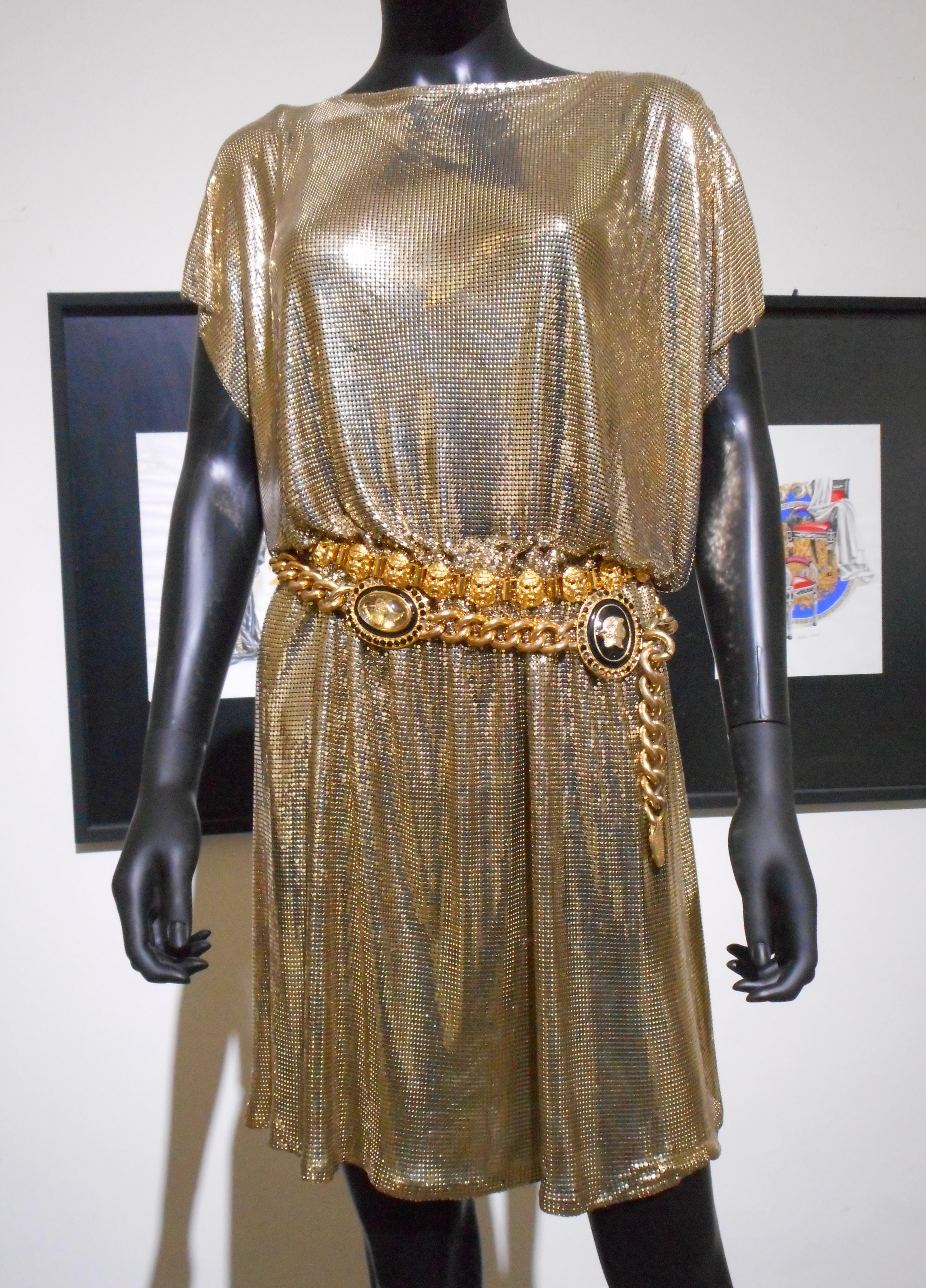
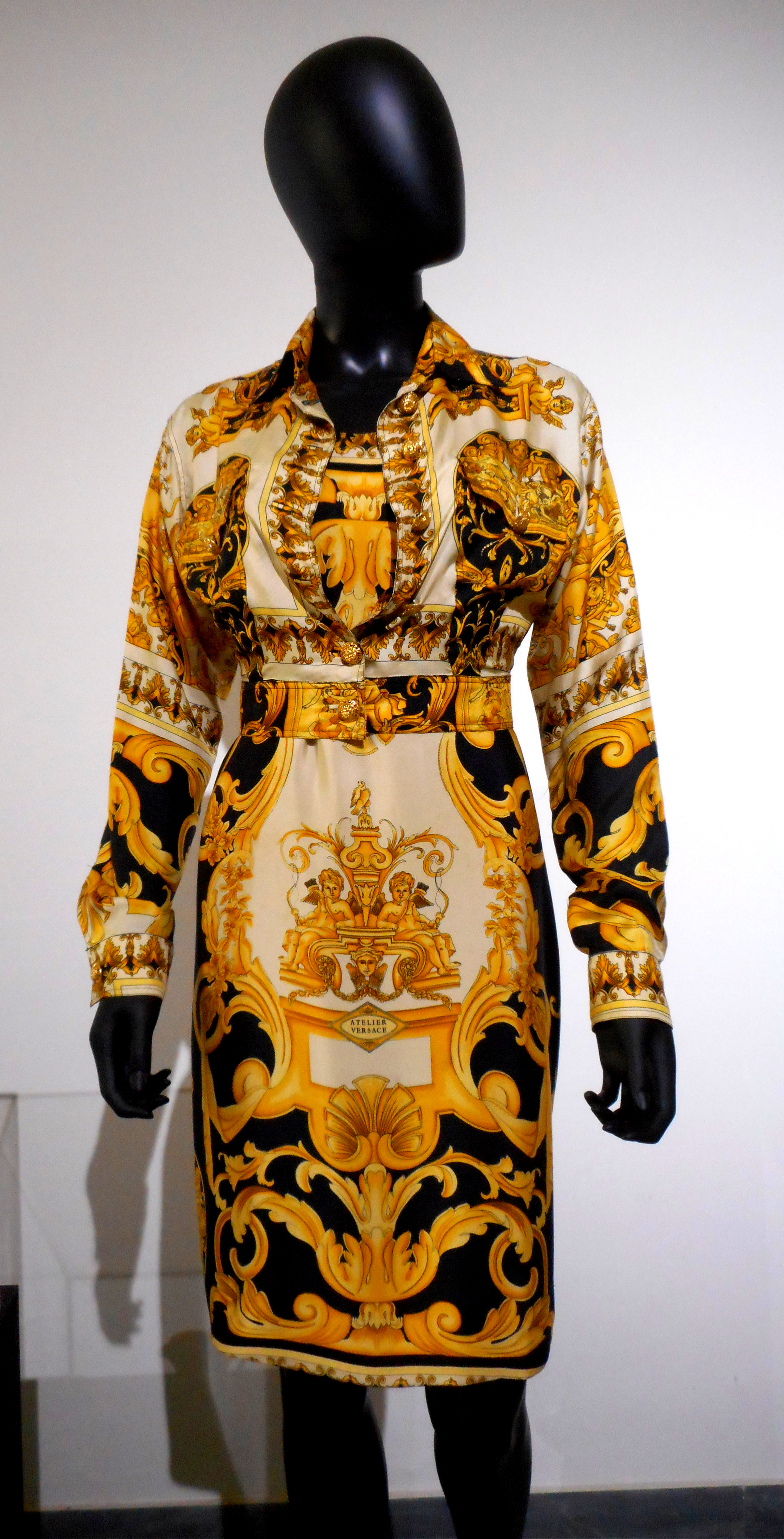
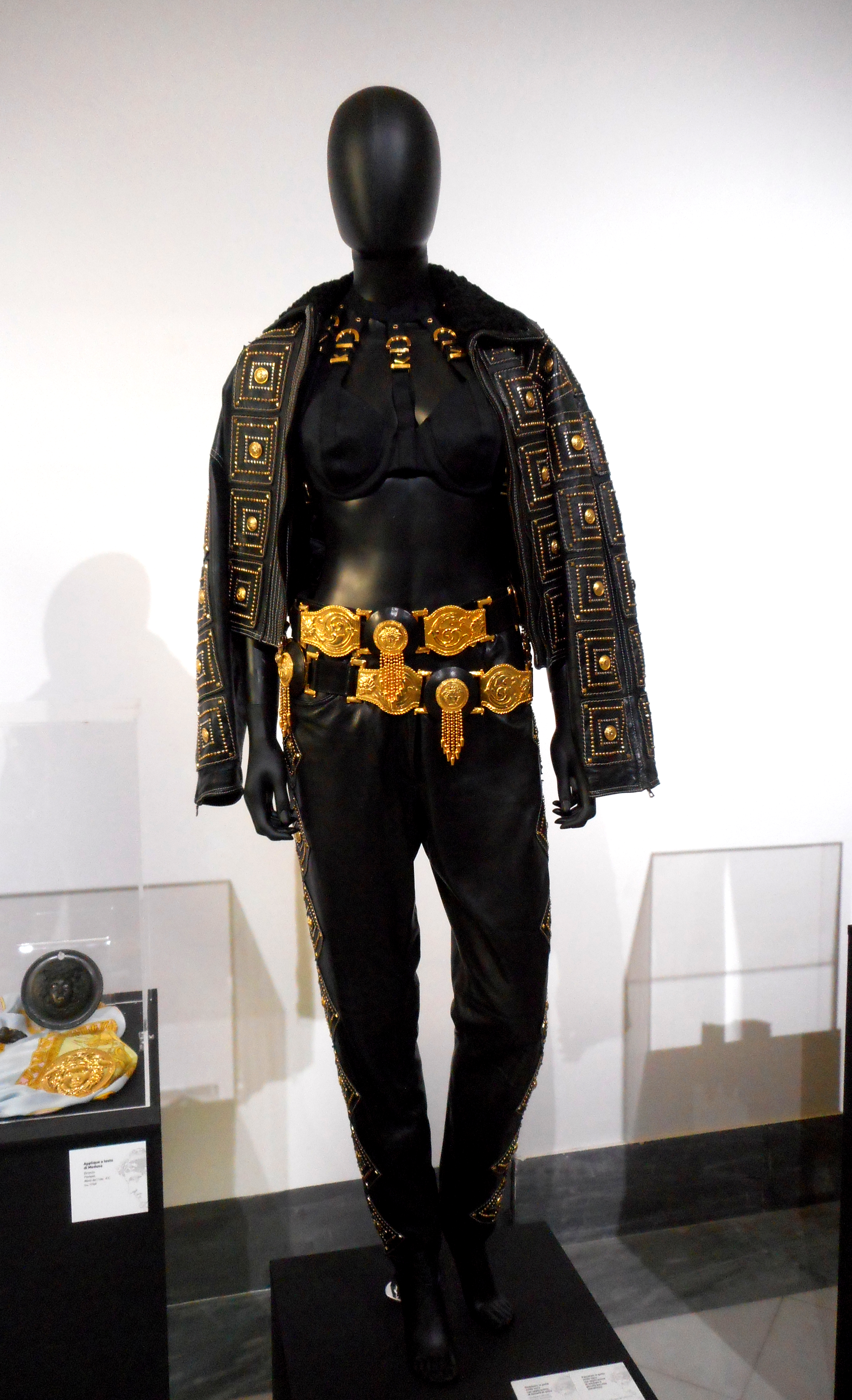
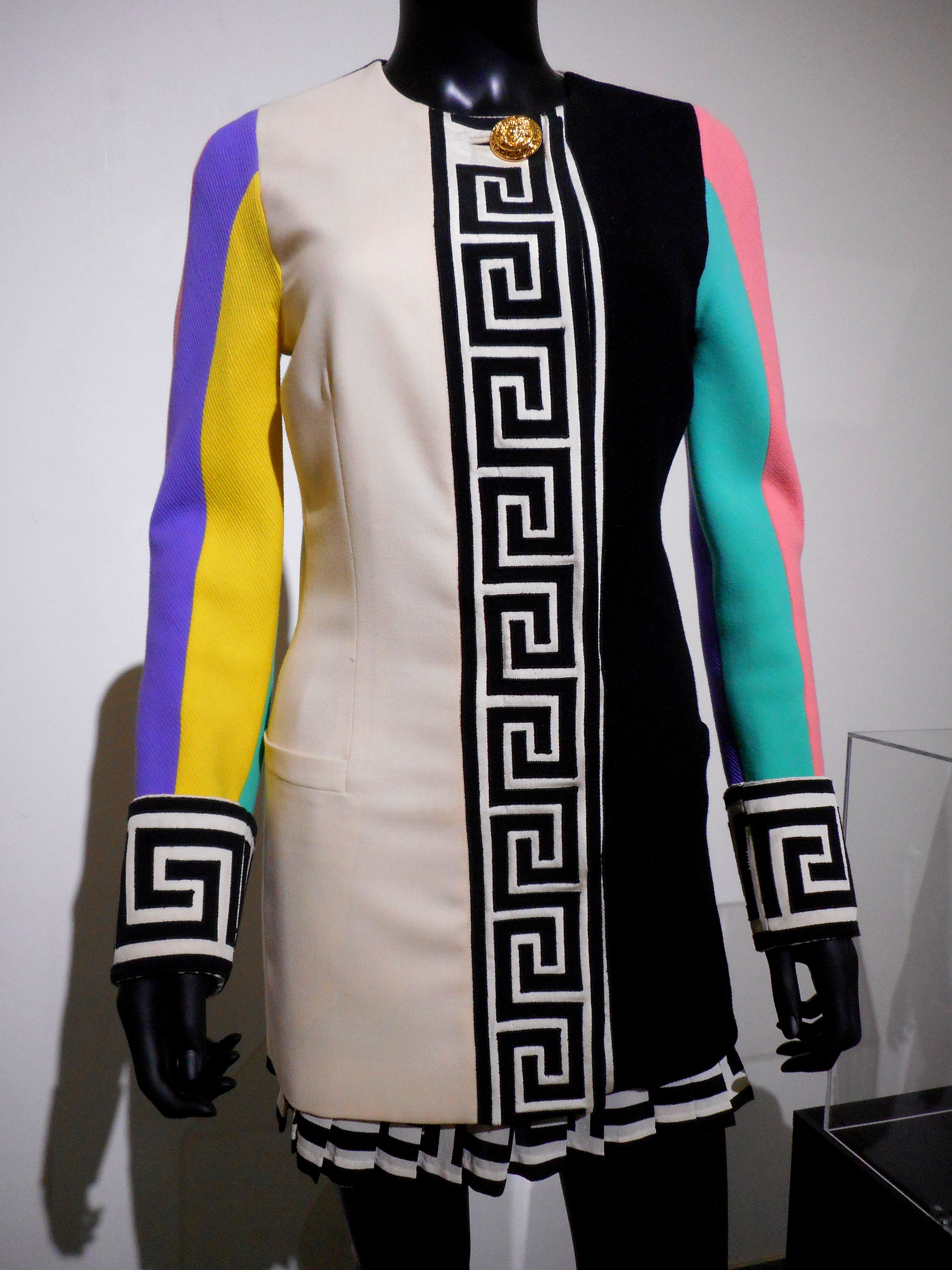
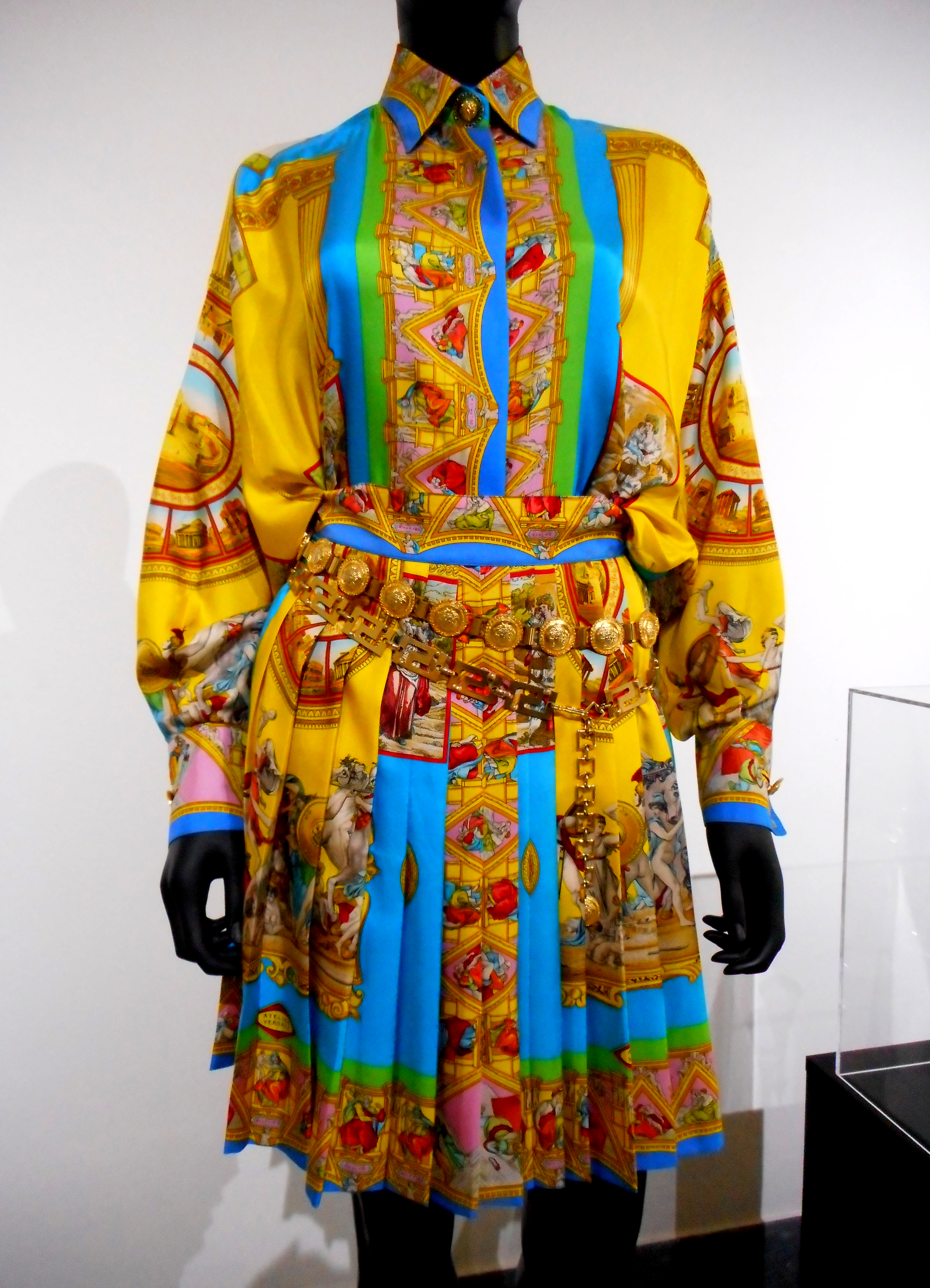
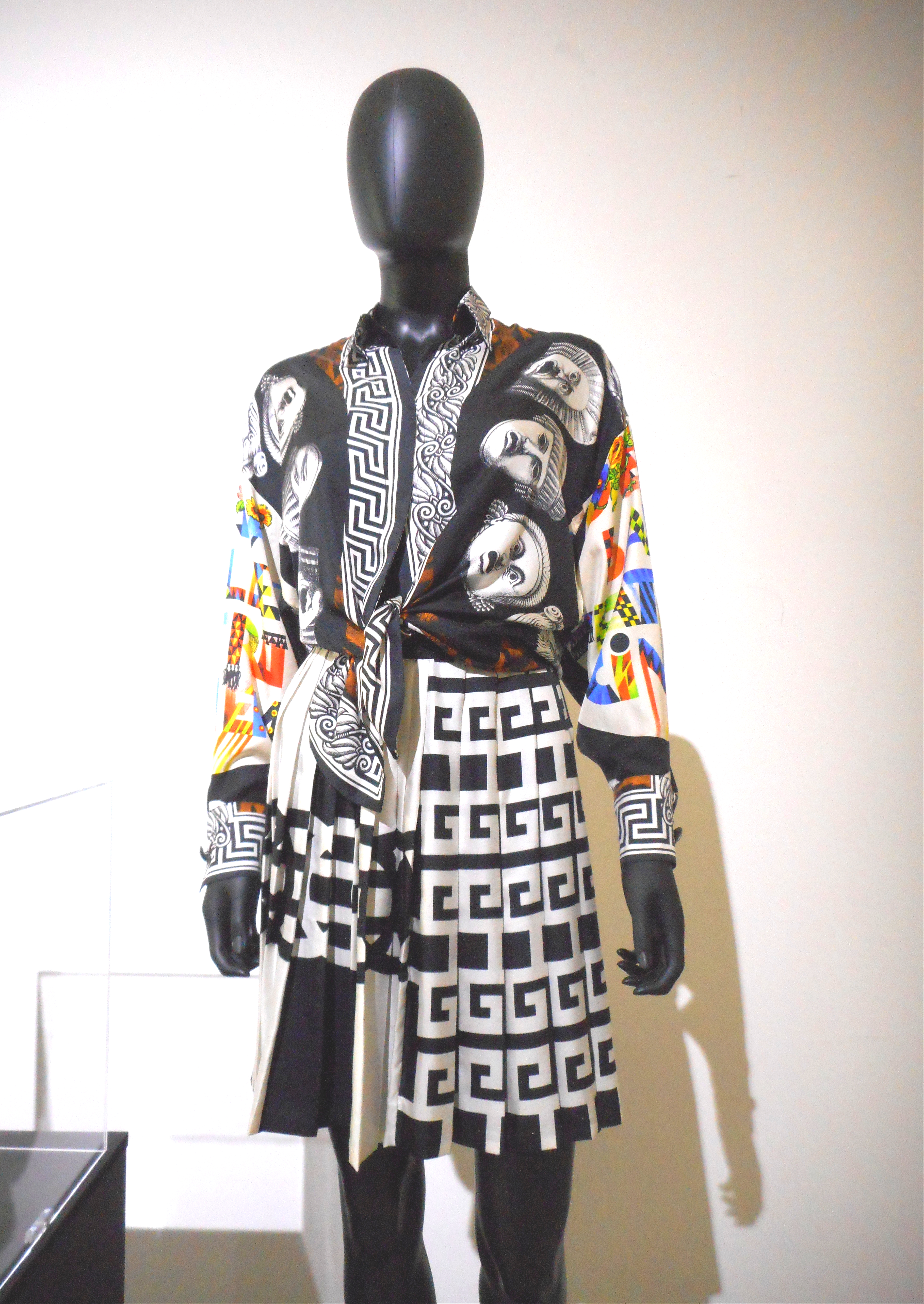
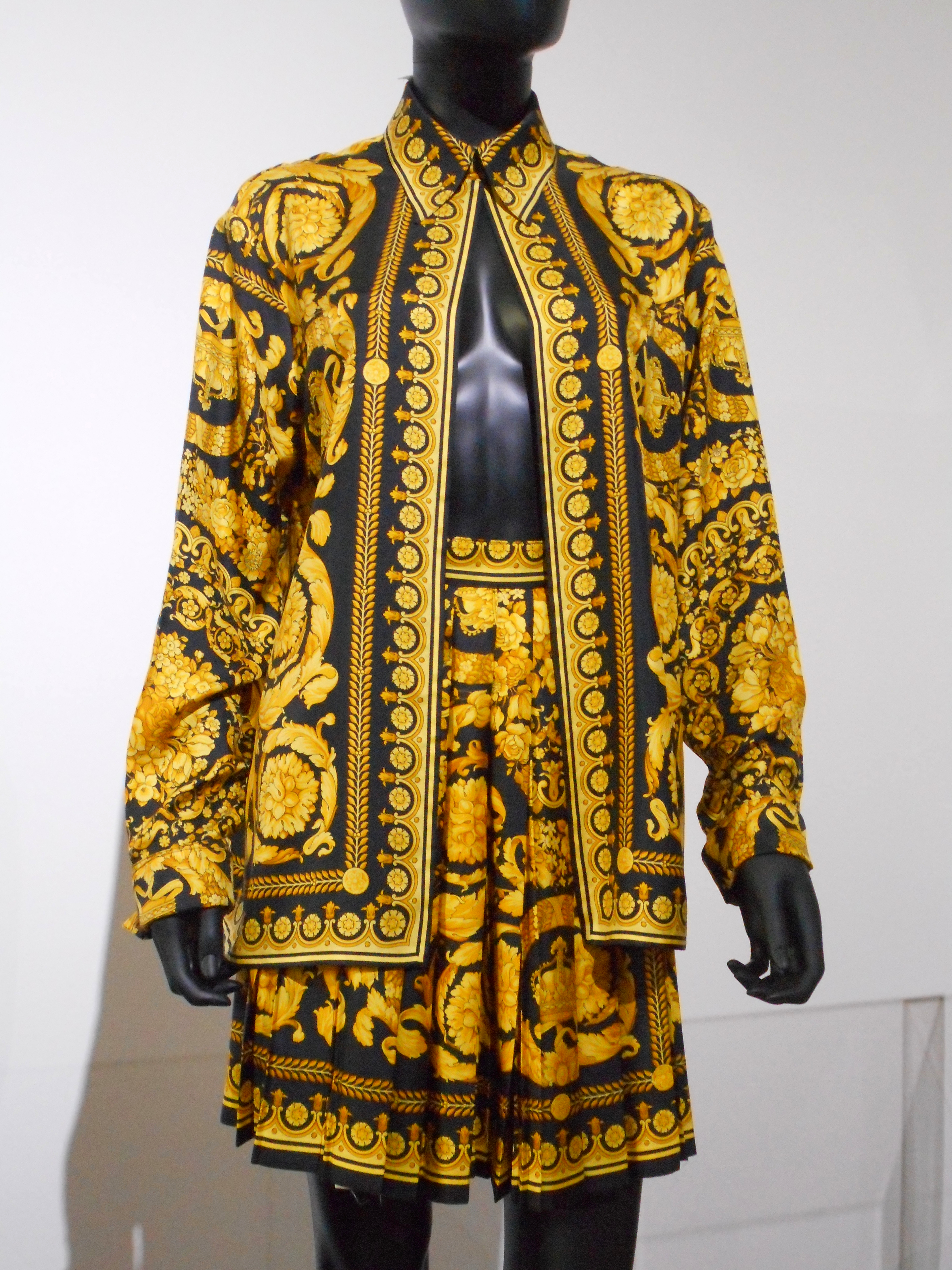

## Struktura firmy
Od 1 kwietnia 2025 funkcje dyrektora kreatywnego pełni Dario Vitale.
Struktura administracyjna jest w rękach Santo Versace, prezesa firmy. Obecnie biura firmy mieszczą się przy Via Manzoni 38, w samym środku mediolańskiego centrum mody, co pozwala na utrzymywanie kontaktów ze wszystkimi firmami w obrębie marki.
Obecnie marka posiada nie tylko swoje własne firmy, takie jak Immagine, Diver, Giver i Bavers, ale również współpracuje z najlepszymi partnerami na rynku - Ermenegildo Zegna, ITTIERRE, Les Copains, Ruffo, Allegri, Sergio Rossi, Cesare Paciotti, Rosenthal AG, Italocremona, itp. Rozbudowano także następne linie odzieży oprócz haute couture, pret-a-porter i atelier - Istante, Versace Sport, Versatile, Versace Classic V2 (tylko dla mężczyzn) oraz dla młodszego odbiorcy Versus i Versace Jeans Couture.